# Lasbordes
Lasbordes – miejscowość i gmina we Francji, w regionie Oksytania, w departamencie Aude. Przez miejscowość przepływa rzeka Fresquel. 
Według danych na rok 1990 gminę zamieszkiwało 657 osób, a gęstość zaludnienia wynosiła 45 osób/km² (wśród 1545 gmin Langwedocji-Roussillon Lasbordes plasuje się na 442. miejscu pod względem liczby ludności, natomiast pod względem powierzchni na miejscu 543.).

## Zabytki
Zabytki w miejscowości posiadające status Monument historique:
- kościół Saint-Christophe (Église Saint-Christophe)